# Капитолий штата Западная Виргиния
Капито́лий шта́та За́падная Вирги́ния (англ. West Virginia State Capitol) находится в городе Чарлстон — столице штата Западная Виргиния. В нём проводит свои заседания легислатура штата Западная Виргиния, состоящая из Палаты делегатов и Сената штата Западная Виргиния.

## История и архитектура
Когда в 1863 году Западная Виргиния стала отдельным штатом США, её столицей был город Уилинг, и законодатели заседали в здании Института Линсли (первый уилингский Капитолий). После этого, в 1870—1875 годах, столица была в Чарлстоне, где легислатура штата работала в первом чарлстонском Капитолии. Затем, в 1875—1885 годах, столица штата была опять в Уилинге, и законодатели сначала вернулись в Институт Линсли, а затем (с 1876 года) использовали другое здание, принадлежащее городским властям (второй уилингский Капитолий).

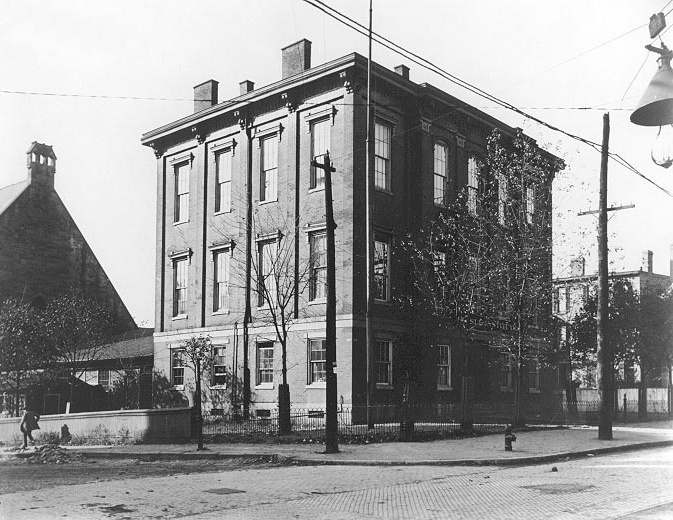
Институт Линсли в Уилинге

С 1885 года по настоящее время столицей Западной Виргинии является Чарлстон. С 1885 года легислатура штата работала во втором чарлстонском Капитолии, который был уничтожен пожаром 3 января 1921 года. В том же году для легислатуры штата было построено временное здание — «картонный Капитолий» (англ. The Pasteboard Capitol), а также создана комиссия для постройки нового Капитолия.
Строительство нынешнего здания Капитолия началось в январе 1924 года. Сначала строилось западное крыло, которое было завершено к марту 1925 года. Затем началось строительство восточного крыла (июль 1926 года — декабрь 1927 года) и, наконец, центральной части (март 1930 года — февраль 1932 года). Новое здание Капитолия было торжественно открыто 20 июня 1932 года. Полная стоимость строительства, включая покупку земли и работы по облагораживанию территории вокруг Капитолия, составила около 9,49 миллионов долларов, в том числе: западное крыло — 1,22 миллиона, восточное крыло — 1,36 миллиона и центральная часть — 4,48 миллионов долларов.
Здание Капитолия построено в стиле итальянского Возрождения. Архитектор — Кэсс Гильберт. Общая площадь всех этажей Капитолия составляет около 535 000 квадратных футов (примерно 49 700 м²).
31 декабря 1974 года Капитолийский комплекс Западной Виргинии (West Virginia Capitol Complex), включающий в себя Капитолий штата Западная Виргиния и особняк губернатора штата (West Virginia Executive Mansion), был внесён в Национальный реестр исторических мест США под номером 74002009.
Напротив Капитолия, на противоположном берегу реки Канова, расположен главный кампус Чарлстонского университета.

## Фотогалерея

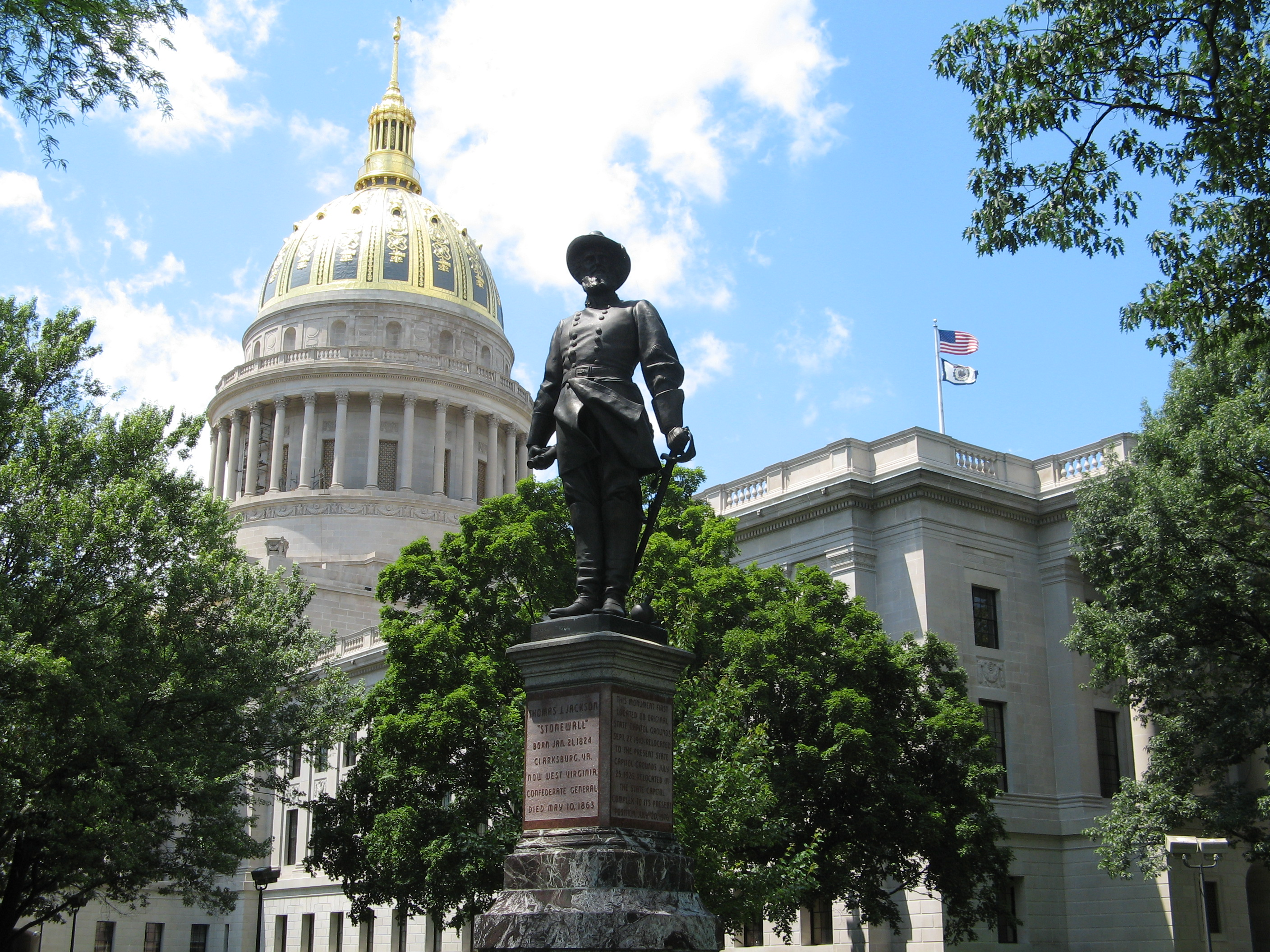
Памятник генералу Джексону
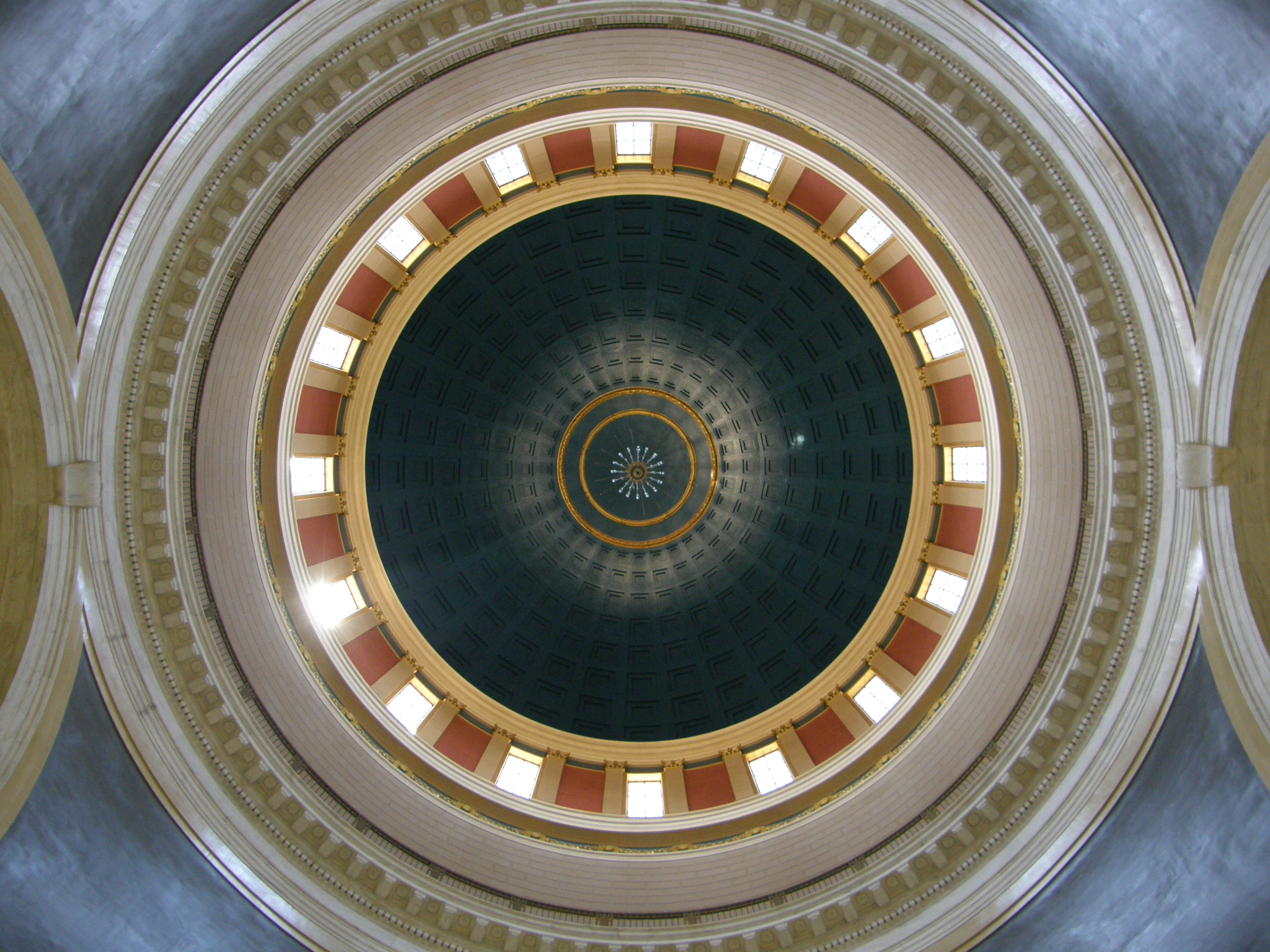
Ротонда Капитолия
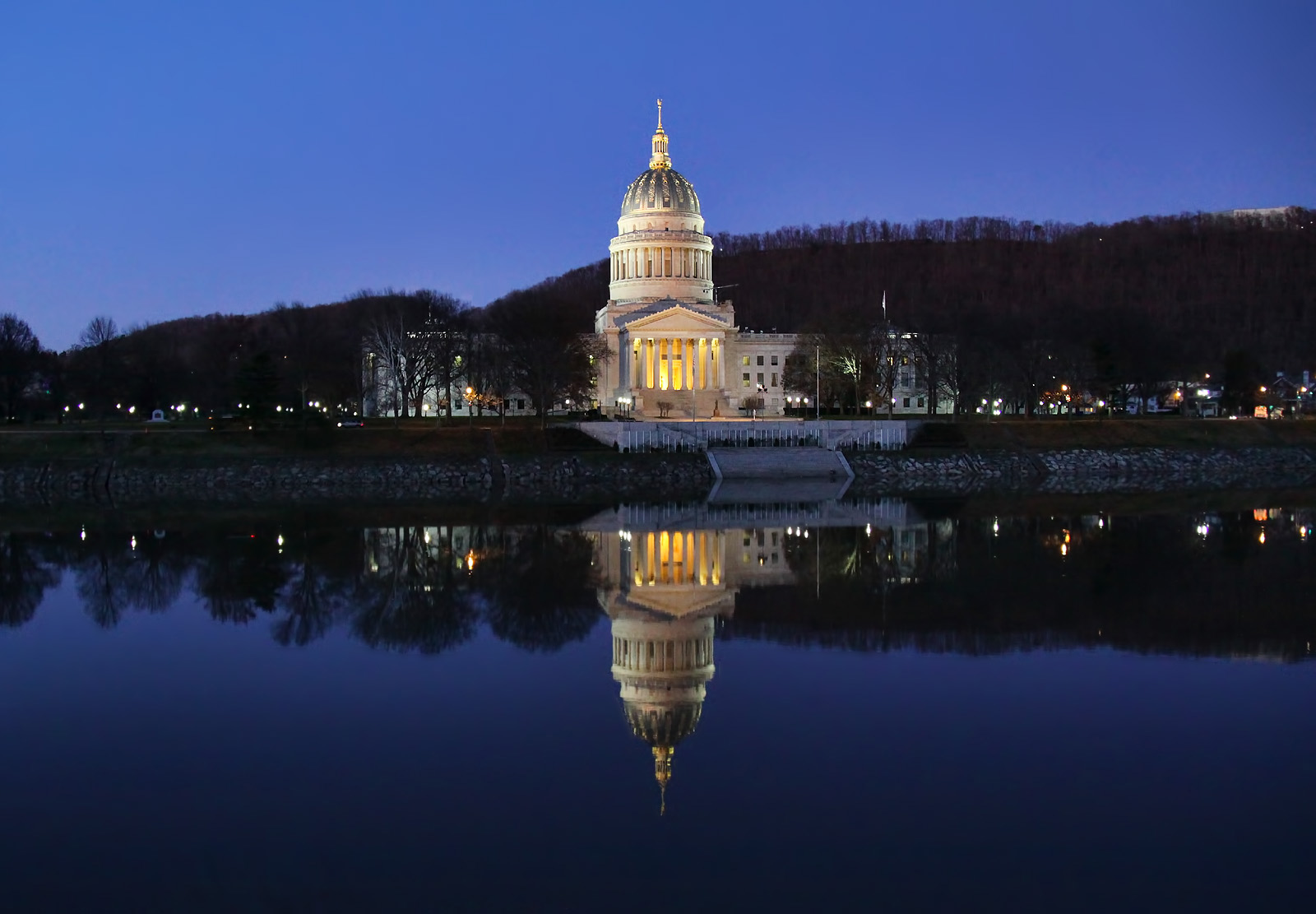
Вечерний вид Капитолия